# 광주고등법원
광주고등법원(光州高等法院)은 대한민국의 고등법원 1심 판결에 대한 항소 사건, 1심 결정·명령에 대한 항고 사건, 선거 소송 등을 심판한다. 광주광역시, 전라남도, 전북특별자치도, 제주특별자치도를 관할한다.

## 역사
- 1952년 4월 1일에 광주고등법원이 처음 설치되었다.
- 1995년과 2006년 제주특별자치도 제주시와 전라북도 전주시에 원외재판부인 광주고등법원 제주부와 광주고등법원 전주부를 각각 설치하였다.

## 역대 법원장
| 순번 | 이름   | 재임 기간                          |
| ---- | ------ | ---------------------------------- |
| 1대  | 오필선 | 1952년 2월 28일 ~ 1959년 1월 9일   |
| 2대  | 김종규 | 1959년 1월 10일 ~ 1960년 1월 25일  |
| 3대  | 방준경 | 1960년 1월 26일 ~ 1961년 8월 26일  |
| 4대  | 김홍섭 | 1961년 9월 1일 ~ 1964년 3월 11일   |
| 5대  | 민문기 | 1964년 3월 12일 ~ 1968년 12월 2일  |
| 6대  | 기세훈 | 1968년 12월 3일 ~ 1969년 9월 2일   |
| 7대  | 이재옥 | 1969년 9월 3일 ~ 1973년 3월 31일   |
| 8대  | 한만수 | 1973년 4월 2일 ~ 1977년 1월 4일    |
| 9대  | 김중서 | 1977년 1월 5일 ~ 1980년 5월 31일   |
| 10대 | 장순룡 | 1980년 6월 1일 ~ 1981년 4월 21일   |
| 11대 | 박정근 | 1981년 4월 22일 ~ 1982년 8월 31일  |
| 12대 | 배석   | 1982년 9월 1일 ~ 1986년 4월 16일   |
| 13대 | 김윤경 | 1986년 4월 17일 ~ 1987년 8월 31일  |
| 14대 | 한재영 | 1987년 9월 1일 ~ 1988년 7월 19일   |
| 15대 | 황도연 | 1988년 7월 20일 ~ 1991년 1월 31일  |
| 16대 | 천경송 | 1991년 2월 1일 ~ 1992년 8월 11일   |
| 17대 | 김영진 | 1992년 8월 12일 ~ 1993년 10월 14일 |
| 18대 | 고중석 | 1993년 10월 15일 ~ 1994년 7월 20일 |
| 19대 | 이영범 | 1994년 7월 21일 ~ 1995년 2월 15일  |
| 20대 | 지홍원 | 1995년 2월 21일 ~ 1995년 11월 22일 |
| 21대 | 이철환 | 1995년 11월 23일 ~ 1998년 2월 22일 |
| 22대 | 이동락 | 1998년 2월 23일 ~ 1999년 10월 10일 |
| 23대 | 조용완 | 1999년 10월 11일 ~ 2000년 7월 20일 |
| 24대 | 강철구 | 2000년 7월 21일 ~ 2003년 2월 11일  |
| 25대 | 김용담 | 2003년 2월 12일 ~ 2003년 8월 27일  |
| 26대 | 김연태 | 2003년 9월 15일 ~ 2005년 2월 13일  |
| 27대 | 박송하 | 2005년 2월 14일 ~ 2006년 6월 21일  |
| 28대 | 이태운 | 2006년 8월 24일 ~ 2008년 2월 12일  |
| 29대 | 김관재 | 2008년 2월 13일 ~ 2010년 2월 10일  |
| 30대 | 정갑주 | 2010년 2월 11일 ~ 2011년 2월 16일  |
| 31대 | 조용호 | 2011년 2월 17일 ~ 2012년 2월 15일  |
| 32대 | 이진성 | 2012년 2월 16일 ~ 2012년 8월 26일  |
| 33대 | 김용헌 | 2012년 9월 7일 ~ 2013년 6월 9일    |
| 34대 | 방극성 | 2014년 2월 13일 ~ 2016년 2월 10일  |
| 35대 | 유남석 | 2016년 2월 11일 ~ 2017년 10월 23일 |
| 36대 | 최상열 | 2018년 2월 13일 ~ 2020년 2월 12일  |
| 37대 | 황병하 | 2020년 2월 13일 ~ 2022년 2월 20일  |
| 38대 | 윤준   | 2022년 2월 21일 ~ 2023년 2월 19일  |
| 39대 | 배기열 | 2023년 2월 20일 ~ 2025년 2월 19일  |
| 40대 | 설범식 | 2025년 2월 20일 ~                  |

## 관할 구역
- 광주광역시
- 전라남도
- 전북특별자치도
- 제주특별자치도

## 주소
- 광주고등법원: 광주광역시 동구 동명로 303 (지산2동 342-1)
- 광주고등법원 전주부 (원외재판부): 전북특별자치도 전주시 덕진구 가인로 33 (만성동 1258-3)
- 광주고등법원 제주부 (원외재판부): 제주특별자치도 제주시 제주시 남광북5길 3 (이도2동)

## 같이 보기
- 대한민국 대법원
- 대한민국 지방법원
- 대한민국 고등법원
- 광주지방법원